# Broșteni (Vrancea)
Broșteni es una comuna ubicada en el distrito de Vrancea, Rumania.

## Superficie
Posee una superficie de 27,13 kilómetros cuadrados.

## Demografía
Hasta 2021 la población era de 2388 habitantes, con una densidad de población de 88,02 habitantes por kilómetro cuadrado.